# Fedia cornucopiae
Fedia cornucopiae é uma espécie de planta com flor pertencente à família Valerianaceae. 
A autoridade científica da espécie é (L.) Gaertn., tendo sido publicada em Fruct. Sem. Pl. 2: 37 (1790).
Esta espécie é nativa da Península Ibérica e Norte de Marrocos e ocorre em pastagens, terras de sequeiro, pousios e campos agrícolas incultos, principalmente em solos de origem calcária.

## Portugal
Apesar de não ter uma distribuição muito ampla em Portugal, nos locais em que aparece pode ser muito abundante. Nomeadamente os seguintes táxones infraespecíficos:
- Fedia cornucopiae var. cornucopiae - presente em Portugal Continental. Em termos de naturalidade é nativa da região atrás referida. Não se encontra protegida por legislação portuguesa ou da Comunidade Europeia.
- Fedia cornucopiae var. scorpioides - presente em Portugal Continental. Em termos de naturalidade é nativa da região atrás referida. Não se encontra protegida por legislação portuguesa ou da Comunidade Europeia.